# Fortitudo Agrigento 2015-2016
La Fortitudo Agrigento nel 2015-2016 ha disputato il campionato di Serie A2 e i play-off.

## Verdetti stagionali
- Serie A2: (37 partite)

stagione regolare: 6º posto su 16 squadre (17-13);
play-off: eliminata ai quarti di finale dalla Fortitudo Bologna (3-4).
- Coppa Italia LNP

eliminato ai quarti di finale contro Mantova (0-1).

## Roster
| Fortitudo Agrigento | Fortitudo Agrigento |
| Giocatori           | Staff tecnico       |
| ------------------- | ------------------- |

| 0  | Italia (bandiera)      | P  | Giuseppe Cuffaro            |      |  |  |  |
| 0  | Italia (bandiera)      | AG | Andrea Tartaglia            |      |  |  |  |
| 1  | Stati Uniti (bandiera) | AP | Kelvin Tyrone Martin        | 1989 |  |  |  |
| 3  | Stati Uniti (bandiera) | C  | Christopher Gino Mortellaro | 1982 |  |  |  |
| 5  | Italia (bandiera)      | P  | Bruno Mascolo               | 1996 |  |  |  |
| 6  | Italia (bandiera)      | G  | Federico Vai                | 1995 |  |  |  |
| 7  | Italia (bandiera)      | G  | Marco Evangelisti           | 1984 |  |  |  |
| 12 | Argentina (bandiera)   | AG | Albano Maximo Chiarastella  | 1985 |  |  |  |
| 13 | Italia (bandiera)      | AG | Quirino De Laurentiis       | 1992 |  |  |  |
| 14 | Italia (bandiera)      | G  | Andrea Saccaggi             | 1989 |  |  |  |
| 15 | Italia (bandiera)      | C  | Francesco Morciano          | 1996 |  |  |  |
| 19 | Italia (bandiera)      | AG | Vittorio Visentin           | 1995 |  |  |  |
| 21 | Italia (bandiera)      | P  | Alessandro Piazza           | 1987 |  |  |  |
| 43 | Stati Uniti (bandiera) | C  | Scott James Eatherton       | 1995 |  |  |  |

| Allenatore                                                                  |
| - Franco Ciani                                                              |
| Assistente/i                                                                |
| - Luigi Dicensi Legenda - (C) Capitano Roster Aggiornato al: 30 giugno 2016 |

## Statistiche

### Stagione regolare
| Nome                 | Pun | G  | Min  | Falli | Falli | Tiri da 2 | Tiri da 2 | Tiri da 2 | Tiri da 3 | Tiri da 3 | Tiri da 3 | Tiri Liberi | Tiri Liberi | Tiri Liberi | Rimbalzi | Rimbalzi | Rimbalzi | Stop | Stop | Palle | Palle | Ass |
| Nome                 | Pun | G  | Min  | C     | S     | R         | T         | %         | R         | T         | %         | R           | T           | %           | O        | D        | T        | D    | S    | P     | R     | Ass |
| -------------------- | --- | -- | ---- | ----- | ----- | --------- | --------- | --------- | --------- | --------- | --------- | ----------- | ----------- | ----------- | -------- | -------- | -------- | ---- | ---- | ----- | ----- | --- |
| Kelvin Martin        | 513 | 30 | 1013 | 99    | 128   | 175       | 319       | 55        | 31        | 78        | 40        | 70          | 111         | 63          | 37       | 157      | 194      | 15   | 18   | 80    | 66    | 33  |
| Marco Evangelisti    | 451 | 30 | 1012 | 55    | 128   | 92        | 197       | 47        | 49        | 127       | 39        | 120         | 131         | 92          | 6        | 58       | 64       | 1    | 16   | 73    | 19    | 68  |
| Andrea Saccaggi      | 436 | 30 | 875  | 92    | 108   | 62        | 111       | 56        | 80        | 212       | 38        | 72          | 82          | 88          | 11       | 61       | 72       | 2    | 4    | 77    | 35    | 65  |
| Scott Eatherton      | 351 | 28 | 880  | 72    | 73    | 139       | 223       | 62        | 9         | 24        | 38        | 46          | 80          | 58          | 89       | 138      | 227      | 51   | 9    | 43    | 16    | 31  |
| Albano Chiarastella  | 212 | 25 | 886  | 51    | 62    | 48        | 110       | 44        | 26        | 68        | 38        | 38          | 60          | 63          | 20       | 138      | 158      | 0    | 4    | 58    | 24    | 77  |
| Quirino De Laurentis | 174 | 29 | 520  | 82    | 36    | 60        | 87        | 69        | 9         | 23        | 39        | 27          | 42          | 64          | 32       | 75       | 107      | 11   | 0    | 29    | 22    | 23  |
| Alessandro Piazza    | 97  | 16 | 431  | 51    | 47    | 14        | 56        | 25        | 14        | 50        | 28        | 27          | 34          | 79          | 9        | 41       | 50       | 0    | 3    | 38    | 26    | 63  |
| Federico Vai         | 77  | 27 | 298  | 34    | 7     | 6         | 9         | 67        | 21        | 52        | 40        | 2           | 2           | 100         | 3        | 25       | 28       | 0    | 0    | 13    | 8     | 9   |
| Bruno Mascolo        | 10  | 6  | 76   | 9     | 4     | 3         | 8         | 38        | 1         | 6         | 17        | 1           | 2           | 50          | 3        | 5        | 8        | 0    | 1    | 9     | 2     | 7   |
| Vittorio Visentin    | 5   | 15 | 56   | 9     | 2     | 1         | 7         | 14        | 0         | 0         | 0         | 3           | 4           | 75          | 3        | 5        | 8        | 2    | 0    | 2     | 3     | 1   |
| Francesco Morciano   | 2   | 16 | 51   | 5     | 2     | 1         | 3         | 33        | 0         | 3         | 0         | 0           | 0           | 0           | 1        | 2        | 3        | 0    | 1    | 3     | 2     | 0   |
| Giuseppe Cuffaro     | 0   | 2  | 2    | 0     | 0     | 0         | 0         | 0         | 0         | 0         | 0         | 0           | 0           | 0           | 0        | 0        | 0        | 0    | 0    | 1     | 0     | 0   |

### Play-off
| Nome                 | Pun | G | Min | Falli | Falli | Tiri da 2 | Tiri da 2 | Tiri da 2 | Tiri da 3 | Tiri da 3 | Tiri da 3 | Tiri Liberi | Tiri Liberi | Tiri Liberi | Rimbalzi | Rimbalzi | Rimbalzi | Stop | Stop | Palle | Palle | Ass |
| Nome                 | Pun | G | Min | C     | S     | R         | T         | %         | R         | T         | %         | R           | T           | %           | O        | D        | T        | D    | S    | P     | R     | Ass |
| -------------------- | --- | - | --- | ----- | ----- | --------- | --------- | --------- | --------- | --------- | --------- | ----------- | ----------- | ----------- | -------- | -------- | -------- | ---- | ---- | ----- | ----- | --- |
| Kelvin Martin        | 114 | 7 | 247 | 20    | 28    | 39        | 67        | 58        | 9         | 23        | 39        | 9           | 17          | 53          | 10       | 30       | 40       | 1    | 1    | 12    | 14    | 15  |
| Marco Evangelisti    | 109 | 7 | 238 | 15    | 18    | 20        | 40        | 50        | 19        | 36        | 53        | 12          | 14          | 86          | 1        | 16       | 17       | 0    | 0    | 19    | 4     | 19  |
| Scott Eatherton      | 82  | 7 | 196 | 21    | 22    | 31        | 50        | 62        | 0         | 7         | 0         | 20          | 23          | 87          | 11       | 29       | 40       | 3    | 5    | 2     | 5     | 12  |
| Alessandro Piazza    | 52  | 7 | 247 | 19    | 36    | 10        | 23        | 43        | 5         | 27        | 19        | 17          | 23          | 74          | 10       | 28       | 38       | 0    | 2    | 14    | 15    | 33  |
| Andrea Saccaggi      | 47  | 7 | 169 | 15    | 16    | 11        | 27        | 41        | 7         | 34        | 21        | 4           | 9           | 44          | 2        | 7        | 9        | 0    | 3    | 12    | 2     | 10  |
| Quirino De Laurentis | 31  | 7 | 165 | 18    | 10    | 13        | 18        | 72        | 1         | 5         | 20        | 2           | 5           | 40          | 3        | 15       | 18       | 4    | 1    | 14    | 8     | 4   |
| Chris Mortellaro     | 22  | 7 | 98  | 11    | 7     | 8         | 18        | 44        | 0         | 1         | 0         | 6           | 8           | 75          | 15       | 14       | 29       | 0    | 3    | 2     | 2     | 6   |
| Bruno Mascolo        | 8   | 7 | 32  | 4     | 2     | 3         | 3         | 100       | 0         | 1         | 0         | 2           | 2           | 100         | 1        | 2        | 3        | 0    | 0    | 3     | 0     | 5   |
| Francesco Morciano   | 0   | 1 | 1   | 1     | 0     | 0         | 0         | 0         | 0         | 0         | 0         | 0           | 0           | 0           | 0        | 0        | 0        | 0    | 0    | 0     | 0     | 0   |
| Federico Vai         | 0   | 3 | 6   | 1     | 0     | 0         | 0         | 0         | 0         | 0         | 0         | 0           | 0           | 0           | 0        | 0        | 0        | 0    | 0    | 1     | 0     | 0   |
| Vittorio Visentin    | 0   | 1 | 1   | 1     | 0     | 0         | 0         | 0         | 0         | 0         | 0         | 0           | 0           | 0           | 0        | 0        | 0        | 0    | 0    | 0     | 0     | 0   |